# Topaz (California)
Topaz (chiamata anche Topaz Post Office) è un census-designated place nella Contea di Mono in California. Si trova a 3 miglia a nord di Coleville ad un'altezza di 5033 piedi, pari a 1534 m.
Secondo il censimento del 2000 gli abitanti erano 530.